# Спасатели Малибу
«Спаса́тели Малибу́» (англ. Baywatch) — американский телесериал о спасателях, которые патрулируют пляжи округа Лос-Анджелес в Калифорнии. Сериал выходил в эфир с 1989 по 1999 годы (и в 1999—2001 годах как «Baywatch Hawaii»). В Книге рекордов Гиннесса «Спасатели Малибу» упоминаются как самое просматриваемое телевизионное шоу за всё время, с более чем 1,1 млрд зрителей.
В 1999 году был запланирован австралийский вариант, снимающийся в городе Сидней. Идея заключалась в активном взаимодействии с местной организацией по спасению жизни «Baywatch Downunder». Экспериментальный выпуск был снят, но затем съёмки были остановлены, поскольку местные жители выдвинули серьёзные возражения, в том числе возможный ущерб местной экосистеме. В 10-м сезоне место действия сериала было изменено на Гавайи и название сменилось на «Baywatch Hawaii».
В 2017 году вышел одноимённый полнометражный фильм с Александрой Даддарио, Приянкой Чопра, Дуэйном Джонсоном и Заком Эфроном в главных ролях.

## Сюжет
Как и следует из названия, сюжет фильма состоит из описания различных действий спасателей. Поскольку они действуют на пляже и воде, им приходится спасать людей от утопления и прочих случаев на воде, а также в гористой местности, на пляже. Также сериал выражает кредо «никто не защищён». В некоторых эпизодах несчастные случаи происходят с самими спасателями, но в основном их также спасают другие участники программы. Также большое внимание уделяется теме искусственного дыхания, поскольку с его помощью можно спасти жизнь утонувшего человека.
Типичный сюжет эпизода можно показать на примере одного из них: корабль начинает тонуть и терпит крушение. Находящийся на нём человек от страха забывает как плавать и потому не может выбраться оттуда. Спасательница замечает это и немедленно старается его спасти. В это же время выезжает машина с другим спасателем и выходит на воду катер. Когда девушка достигает катера, на неё обрушивается часть его конструкции и, потеряв сознание, она тонет. Спасатель на берегу замечает это и бросается ей на помощь. Он ныряет, находит её под водой, прижимается губами к её губам и вдувает ей в рот воздух, зажав нос, затем поднимает её на поверхность и начинает делать искусственное дыхание на воде. Сделав два выдоха ей в рот, проверяет пульс, и не обнаружив его, понимает, что её нужно доставить на берег, чтобы провести реанимацию. Там он сразу же продолжает свои действия, непрерывно вдувая ей в рот воздух и делая массаж сердца, пока она не приходит в себя. Но дыхание всё ещё очень слабое, и ему приходится несколько часов дышать за неё, пока всё не придет в норму.
В другом сюжете на море бушует буря, в результате чего человека может смыть в море (с лодки он уже сброшен), и это замечают спасатели. Человек пытается выползти на камни, но это у него не получается, потому что буря всё усиливается. Спасатель добирается до него и пытается спасти, но тот уже сам заполз на камни, а удар доской оглушает его и он идёт ко дну. Это было замечено, и его поднимают со дна, но он уже не дышит. Его срочно доставляют на берег и спасатель начинает делать искусственное дыхание по методике «рот в рот». Параллельно делается искусственный массаж сердца. Сердцебиение появляется и его оставляют в покое, но тут замечают, что он всё ещё не дышит. Спасателю приходится некоторое время дышать за него, пока у пострадавшего не появляется своё дыхание.
Помимо внимания к теме спасения людей на суше и воде, в сериале отводится отдельное место человеческим отношениям, проблеме взаимопомощи, дружбы, семьи, разрешения сложных жизненных вопросов, а также реабилитации после несчастных случаев.

## В ролях
Сериал «Спасатели Малибу» выходил более десяти лет и известен своим большим актёрским составом. На протяжении всего сериала актёры постепенно покидали шоу и параллельно вводились новые персонажи. К концу последнего 11 сезона в сериале уже не было никого из первоначального актёрского состава. В большинстве эпизодов снялись Дэвид Хассельхофф (220 серий), Джереми Джексон (159), Майкл Ньюман (150) и Памела Андерсон (111). В 10 сезоне сериал переехал на Гавайи. Из Малибу на острова перебрались только Дэвид Хассельхофф, Брук Бёрнс, Майкл Бергин и Майкл Ньюман. После 10 сезона Хассельхофф и Ньюман покинули шоу.

### Малибу (1989—1999)
- Дэвид Хассельхофф — Митч Бьюкеннон
- Паркер Стивенсон[англ.] — Крейг Померой
- Шоун Уэтерли — Джилл Райли
- Билли Уорлок[англ.] — Эдди Крамер
- Эрика Элениак — Шони Макклейн
- Питер Фелпс[англ.] — Тревор Коул
- Брэндон Колл — Хоби Бьюкеннон
- Холли Гэньер[англ.] — Джина Помрой
- Монте Маркэм[англ.] — Дон Торп
- Джон Аллен Нельсон — Джон Ди Корт
- Грегори Алан Уильямс — Гарнер Эллерби
- Джереми Джексон[англ.] — Хоби Бьюкеннон
- Том Мактик[англ.] — Харви Миллер
- Ричард Джекел — Бен Эдвардс
- Николь Эггерт — Саммер Куинн
- Дэвид Чэрвет[англ.] — Мэтт Броуди
- Памела Андерсон — Си Джей Паркер
- Келли Слейтер — Джимми Слейд
- Александра Пол — Стефани Холден
- Ясмин Блит — Кэролайн Холден
- Джэйсон Симмонс[англ.] — Логан Фаулер
- Дэвид Чокачи — Коди Мэдисон
- Джина Ли Нолин — Нили Кэпшоу
- Донна Д’Эррико — Донна Марко
- Хосе Солано[англ.] — Мэнни Гутьеррес
- Трейси Бингем — Джордан Тейт
- Нэнси Вален[англ.] — Саманта Томас
- Майкл Ньюман — Майкл Ньюман
- Кармен Электра — Лэни Маккензи
- Келли Паккард — Эйприл Гимински
- Майкл Бергин — Джей Ди Дариус
- Анжелика Бриджес — Тейлор Уолш
- Мэрлис Андрада[англ.] — Скайлар Бергман
- Мици Капча — Алекс Райкер
- Брук Бёрнс — Джесси Оуэнс

### Гавайи (1999—2001)
- Дэвид Хассельхофф — Митч Бьюкеннон
- Брук Бёрнс — Джесси Оуэнс
- Майкл Бергин — Джей Ди Дариус
- Брэнди Ледфорд — Доун Мастертон
- Майкл Ньюман — Майкл Ньюман
- Симон Маккинон — Элли Рис
- Джейсон Момоа — Джейсон Иоэйн
- Стейси Кэмано[англ.] — Кекоа Танака
- Джейсон Брукс[англ.] — Шон Монро
- Бранд Родерик — Ли Дуайер
- Чарли Брамбли — Зак Макьюэн
- Криста Аллен — Дженна Эвид

## Сопутствующие медиа
В 1995 году был запущен спин-офф под названием «Ночи Малибу» (англ. Baywatch Nights). По сюжету сержант Гарнер Эллерби в разгар начавшегося кризиса среднего возраста бросает работу полицейского, чтобы открыть детективное агентство. Митч Бьюкеннон помогает ему в этом. Поскольку первый сезон имел низкие рейтинги, создатели решили немного изменить концепцию, добавив научной фантастики. Вместо сержанта Гарнера Эллерби появился эксперт по паранормальным явлениям Дайамонт Тиг, которого сыграл Дориан Грегори. Смена концепции сериалу не помогла, и он был отменён после второго сезона.
В 1995 году на видеоносителях вышел фильм «Спасатели Малибу: Запретный рай» (англ. Baywatch the Movie: Forbidden Paradise), где персонажи «Спасателей Малибу» отправлялись в отпуск на Гавайи. Позже этот фильм был разделён на две серии и показан в конце 6 сезона. В 1998 году вышел фильм «Спасатели Малибу: Белый гром в Глейшер-Бэй» (англ. Baywatch: White Thunder at Glacier Bay), где персонажи сериала отправлялись в круизное плавание на Аляску. Позже этот фильм был разделён на три серии и показан в конце 8 сезона. В 2003 году, когда сериал уже завершился, был выпущен фильм «Гавайская свадьба» (англ. Baywatch: Hawaiian Wedding). По сюжету фильма Митч Бьюкеннон собирается на Гавайях, где Си Джей открыла гриль-бар, сыграть свадьбу. По такому случаю на острова приезжают многие старые спасатели.
В 2017 году Сет Гордон выпустил киноадаптацию сериала с Дуэйном Джонсоном в роли Митча Бьюкеннона.
В апреле 2023 года стало известно, что компания Fremantle работает над перезапуском сериала.

## DVD
- Австралия: Сезоны 1-4 изданы в виде коллекционного издания.
- Финляндия: Сезоны 1-3 были изданы Futurefilm.
- Германия: Сезоны с 1 по 11 были изданы. Они были изданы в том виде, в котором шли в эфир, но с описанием на немецком языке.
- Италия: Сезоны 1, 5 и 6 были изданы Sony Pictures Home Entertainment.
- Нидерланды: Сезон 3 был издан.
- Швеция: Сезоны 1-3 были изданы.